# Euglossa sapphirina
Euglossa sapphirina är en biart som beskrevs av Jesus Santiago Moure 1968. Euglossa sapphirina ingår i släktet Euglossa, tribus orkidébin, och familjen långtungebin. Inga underarter finns listade.

## Bildgalleri

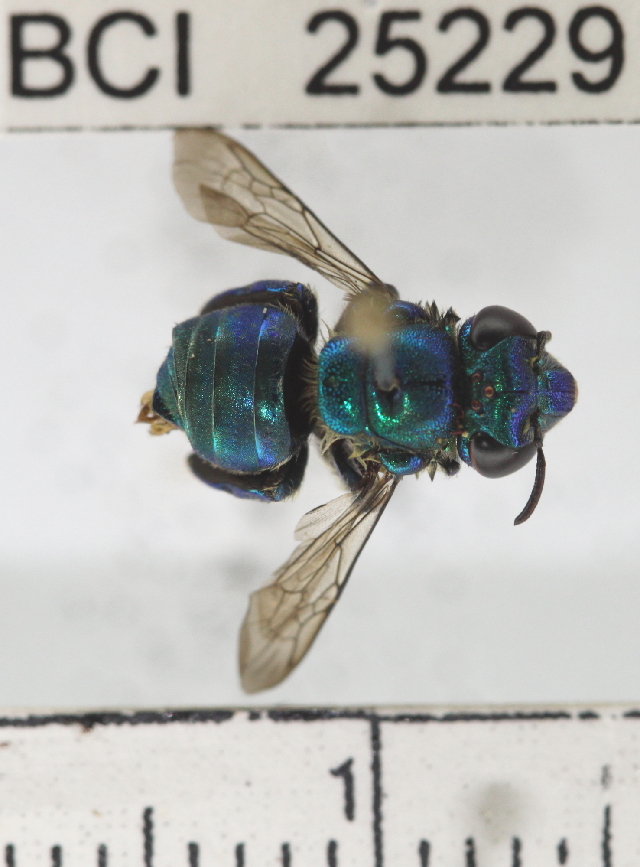